# Carita Jussila
Carita Ann-Marie Jussila (Helsinki, 20 de agosto de 1947-Hyvinkää, 18 de marzo de 2011) fue una deportista finlandesa que compitió en tiro con arco, en la modalidad de arco recurvo. Ganó dos medallas en el Campeonato Europeo de Tiro con Arco al Aire Libre, en los años 1978 y 1980.

## Palmarés internacional
| Campeonato Europeo al Aire Libre | Campeonato Europeo al Aire Libre | Campeonato Europeo al Aire Libre | Campeonato Europeo al Aire Libre |
| Año                              | Lugar                            | Medalla                          | Prueba                           |
| -------------------------------- | -------------------------------- | -------------------------------- | -------------------------------- |
| 1978                             | Stoneleigh (Reino Unido)         | Medalla de bronce                | Equipo                           |
| 1980                             | Compiègne (Francia)              | Medalla de plata                 | Equipo                           |